# فيرنر فون بلومبرج
فيرنر فون بلومبرج (بالألمانية: Werner von Blomberg). جنرال ومارشال ميداني ألماني، وزير الحرب وقائد أعلى للقوات المسلحة.
ولد في ستارغارد، بوميرانيا، بروسيا (في الوقت الحاضر ستارغارد، ، انضم للجيش في سن مبكرة، والتحق بأكاديمية بروسيا العسكرية.
بعد تخرجه في عام 1907، دخل بلومبرغ هيئة الأركان العامة في عام 1908. خدم بامتياز على الجبهة الغربية خلال الحرب العالمية الأولى، ومنح بلومبرغ ميدالية Mérite.
في عام 1920، تم تعيين بلومبرغ رئيس أركان لواء دوبريتز، وفي عام 1921 أصبح رئيسا لهيئة أركان الجيش في منطقة شتوتغارت. . بحلول عام 1927، كان بلومبرغ رئيس مكتب القوات. في عام 1928، زار بلومبرغ الاتحاد السوفياتي، حيث أعجب كثيرا بالمكانة العالية للجيش الأحمر، واقتنع ان الدكتاتورية شرط أساسي للقوة العسكرية.

## روابط خارجية
- فيرنر فون بلومبرج على موقع الموسوعة البريطانية (الإنجليزية)
- فيرنر فون بلومبرج على موقع مونزينجر (الألمانية)
- فيرنر فون بلومبرج على موقع إن إن دي بي (الإنجليزية)